# Il cerchio magico del mondo
Il cerchio magico del mondo è l'album di debutto del duo musicale dei Jalisse, pubblicato nel 1997. Il 16 marzo 2023 l'album è stato pubblicato per la prima volta sulle piattaforme digitali e streaming.

## Tracce
1. Lorelei (Musica: F. Morettini / F. Ricci. Testo: A. Drusian / C. Di Domenico. Ed. R. Benvenuto di Bonizzoni / Gabric / Smilax Publishing) – 4:20
2. Fiumi di parole (musica: F. Ricci. Testo: A. Drusian / C. Di Domenico) – 3:48
3. Vivo (Musica: F. Ricci. Testo: C. Di Domenico. Ed. A. Angrisano / R. Benvenuto di Bonizzoni / Gabric / Smilax Publishing) – 4:22
4. Il cerchio magico del mondo (Musica: F. Ricci. Testo: A. Drusian / C. Di Domenico. Ed. A. Angrisano / R. Benvenuto di Bonizzoni / Gabric / Smilax Publishing) – 4:07
5. Cambia la pelle degli uomini (Musica: F. Ricci. Testo: A. Drusian / C. Di Domenico. Ed. A. Angrisano / R. Benvenuto di Bonizzoni / Gabric / Smilax Publishing) – 4:31
6. [Liberami] (Musica: F. Ricci. Testo: C. Di Domenico. Ed. A. Angrisano / R. Benvenuto di Bonizzoni / Gabric / Smilax Publishing) – 4:09
7. Storyboard (Musica: F. Ricci. Testo: C. Di Domenico. Ed. A. Angrisano / R. Benvenuto di Bonizzoni / Gabric / Smilax Publishing) – 3:53
8. Graziella (Musica: F. Ricci. Testo: C. Di Domenico. Ed. A. Angrisano / R. Benvenuto di Bonizzoni / Gabric / Smilax Publishing) – 4:03
9. Onda che va (Musica: F. Ricci. Testo: C. Di Domenico. Ed. A. Angrisano / R. Benvenuto di Bonizzoni / Gabric / Smilax Publishing) – 3:52
10. Giorno di festa (Musica: F. Ricci. Testo: C. Di Domenico. Ed. A. Angrisano / R. Benvenuto di Bonizzoni / Gabric / Smilax Publishing) – 4:16